# Liste der Brücken über den Chärstelenbach
Die Liste der Brücken über den Chärstelenbach enthält die Chärstelenbach-Brücken von unterhalb des Hüfisees bis zur Mündung in die Reuss bei Amsteg.

## Brückenliste
16 Brücken überspannen den Bach: 7 Fussgängerbrücken, 4 Strassenbrücken, 3 Feldwegbrücken, eine Eisenbahnbrücke und eine Aquäduktbrücke.
| Bild | Name                    | Ort     | Lage | Funktion                                                        | Konstruktion   | Material    | Länge in m | Höhe m ü. M. | Bemerkungen |
| ---- | ----------------------- | ------- | ---- | --------------------------------------------------------------- | -------------- | ----------- | ---------- | ------------ | --- |
|      | Hüfi-Steg               | Bristen |      | Fussgängerbrücke                                                | Balkenbrücke   | Stahl       | 17         | 1429         | Hinweistafel am Brückengeländer: Maximal 3 Personen Bergwanderweg zur Hüfihütte. Flussaufwärts beim Hüfigletscher befindet sich das national bedeutende Auengebiet Hüfifirn. |
|      | Blindensee-Steg         | Bristen |      | Fussgängerbrücke                                                | Balkenbrücke   | Stahl Beton | 7          | 1369         | Bergwanderweg zur Hinterbalmhütte (1 h 15 min) und Cavardirashütte (4h 10 min). |
|      | Balmenegg-Steg          | Bristen |      | Fussgängerbrücke mit Metalltoren                                | Balkenbrücke   | Stahl       | 23         | 1258         | Mountainbike-Route 412 Maderanertal Bike (Amsteg – Amsteg) Bergwanderweg Flussaufwärts befindet sich das national bedeutende Auengebiet Stäuberboden. |
|      | Steg bei Ruppleten      | Bristen |      | Fussgängerbrücke                                                | Balkenbrücke   | Stahl       | 24         | 1218         | |
|      | Balmenschachen-Brücke   | Bristen |      | Feldwegbrücke mit Metalltoren                                   | Balkenbrücke   | Stahl Holz  | 14         | 1185         | Mountainbike-Route 412 Maderanertal Bike (Amsteg – Amsteg) Wanderland-Route 590 Höhenweg Maderanertal (Golzern (Bergstation) – Bristen (Talstation Golzern)) Bergwanderweg Hinweistafel: Bitte Tor schliessen Der Übergang befindet sich im national bedeutenden Auengebiet Stössi. |
|      | Steg bei Stössi         | Bristen |      | Fussgängerbrücke                                                | Balkenbrücke   | Stahl Holz  | 16         | 1159         | Bergwanderweg zum Golzerensee. Der Übergang befindet sich im national bedeutenden Auengebiet Stössi. |
|      | Rüteli-Brücke           | Bristen |      | Fussgängerbrücke                                                | Balkenbrücke   | Stahl Holz  | 23         | 1082         | Die Brücke wurde 2007 erstellt. Sie ersetzte einen Übergang, der im Hochwasser 2005 weggerissen wurde. Mountainbike-Route 412 Maderanertal Bike (Amsteg – Amsteg) Bergwanderweg |
|      | Lägni-Steg              | Bristen |      | Fussgängerbrücke                                                | Balkenbrücke   | Stahl Holz  | 15         | 1045         | Die Brücke wurde 2007 erstellt. Sie ersetzte einen Übergang, der im Hochwasser 2005 weggerissen wurde. |
|      | Lägni-Brücke            | Bristen |      | Feldwegbrücke                                                   | Balkenbrücke   | Stahl       | 23         | 1007         | Nach mehreren Hochwassern von 2005 bis 2013 musste die Brücke von 1989 abgebrochen und 2013 vollständig erneuert werden. Wanderland-Route 590 Höhenweg Maderanertal (Golzern (Bergstation) – Bristen (Talstation Golzern)) Bergwanderweg |
|      | Aquädukt-Brücke         | Bristen |      | Aquäduktbrücke mit Feldwegsteg                                  | Balkenbrücke   | Stahl Holz  | 25         | 873          | Eine Wasserdruckleitung des Kraftwerks Bristen führt über den Übergang. Mountainbike-Route 412 Maderanertal Bike (Amsteg – Amsteg) Wanderland-Route 590 Höhenweg Maderanertal (Golzern (Bergstation) – Bristen (Talstation Golzern)) Bergwanderweg |
|      | Reussgrund-Brücke       | Bristen |      | Feldwegbrücke                                                   | Balkenbrücke   | Stahl Beton | 32         | 836          | Höchstgewicht 18 t Bergwanderweg |
|      | Talweg-Brücke           | Bristen |      | Strassenbrücke (einspurig) mit Rohrleitungen an der Brückenwand | Balkenbrücke   | Stahl Beton | 26         | 815          | AAGU-Buslinie 407 (Amsteg – Bristen – Golzern Talstation Seilbahn) Mountainbike-Route 412 Maderanertal Bike (Amsteg – Amsteg) Bergwanderweg Die Bergstrasse führt zur Talstation der Luftseilbahn Golzern. |
|      | Steinmattstrasse-Brücke | Bristen |      | Strassenbrücke (einspurig)                                      | Balkenbrücke   | Stahl Beton | 25         | 784          | Bergwanderweg |
|      | Wehrebrücke             | Bristen |      | Strassenbrücke (einspurig) mit Trottoirs                        | Balkenbrücke   | Beton       | 49         | 765          | Höchstgeschwindigkeit 50 km/h Höchstgewicht 16 t AAGU-Buslinie 407 (Amsteg – Bristen – Golzern Talstation Seilbahn) Mountainbike-Route 412 Maderanertal Bike (Amsteg – Amsteg) Bergwanderweg |
|      | Chärstelenbachbrücke    | Amsteg  |      | Eisenbahnbrücke (zweigleisig)                                   | Fachwerkbrücke | Stahl Beton | 127        | 573          | Die Brücke wurde 1970–1972 erstellt. Sie ersetzte eine einspurige Gitterfachwerkbrücke von 1882, die 1893 auf Doppelspur ausgebaut wurde. Höchstgeschwindigkeit 80 km/h Gotthardbahn (Bahnstrecke Immensee–Chiasso) Das Bauwerk überquert auch die Strasse in das Maderanertal sowie ein Fussweg. |
|      | Gotthardstrasse-Brücke  | Amsteg  |      | Strassenbrücke (zweispurig) mit Trottoirs                       | Balkenbrücke   | Beton       | 21         | 525          | Höchstgeschwindigkeit 50 km/h AAGU-Buslinien 401 (Göschenen – Amsteg – Altdorf – Flüelen – Gruonbach) und 407 (Amsteg – Bristen – Golzern Talstation Seilbahn) Mountainbike-Route 402 Talboden Bike (Altdorf – Altdorf), Route 406 Oberland Bike (Amsteg – Amsteg), Route 407 Arni Bike (Amsteg – Amsteg) und Route 412 Maderanertal Bike (Amsteg – Amsteg) Veloland-Route 3 Nord-Süd-Route (Etappe 4 Flüelen – Andermatt) Wanderland-Route 2 Trans Swiss Trail (Etappe 21 Erstfeld – Wassen), Route 7 ViaGottardo (Etappe 8 Altdorf – Wassen) und Route 55 Via Suworow (Etappe 4 Wassen – Altdorf) |